# Abertura acústica

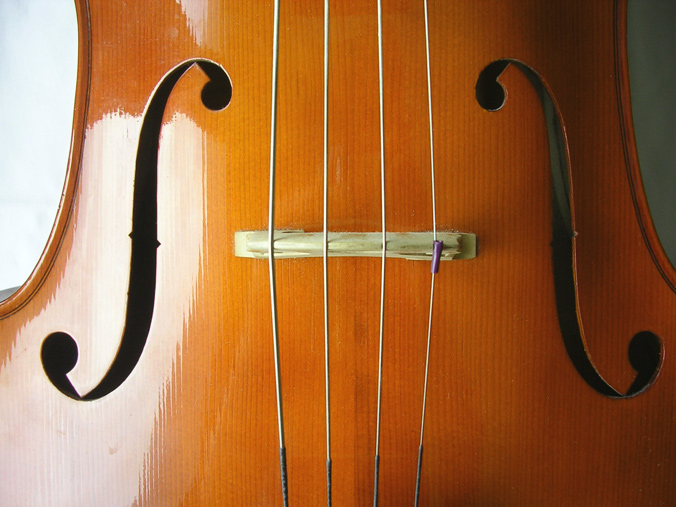
Las aberturas acústicas del violonchelo.

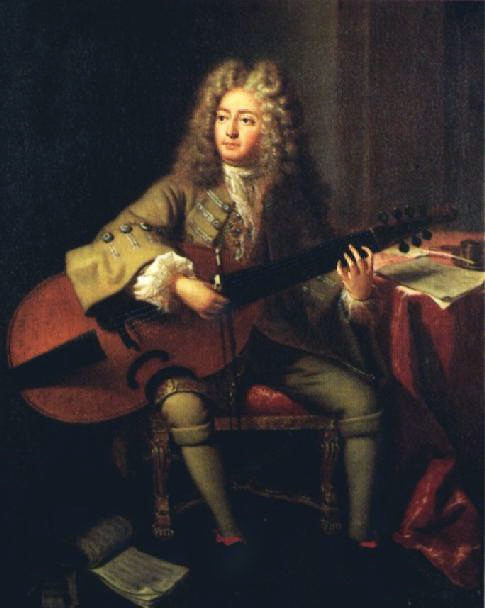
Retrato del violagambista Marin Marais, por André Bouys (1704).

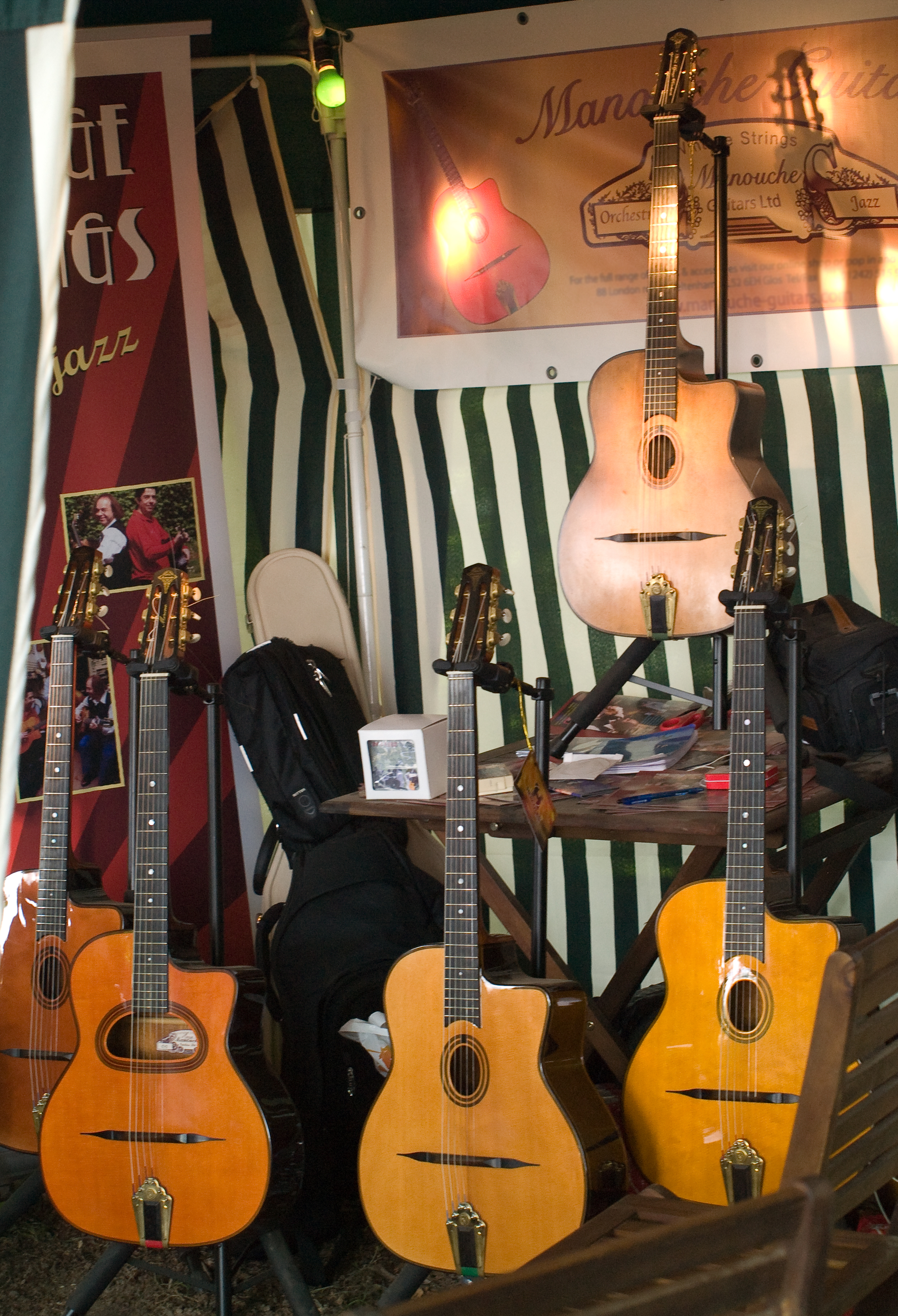
Las guitarras Maccaferri tienen aberturas acústicas en forma de "D" u ovaladas.

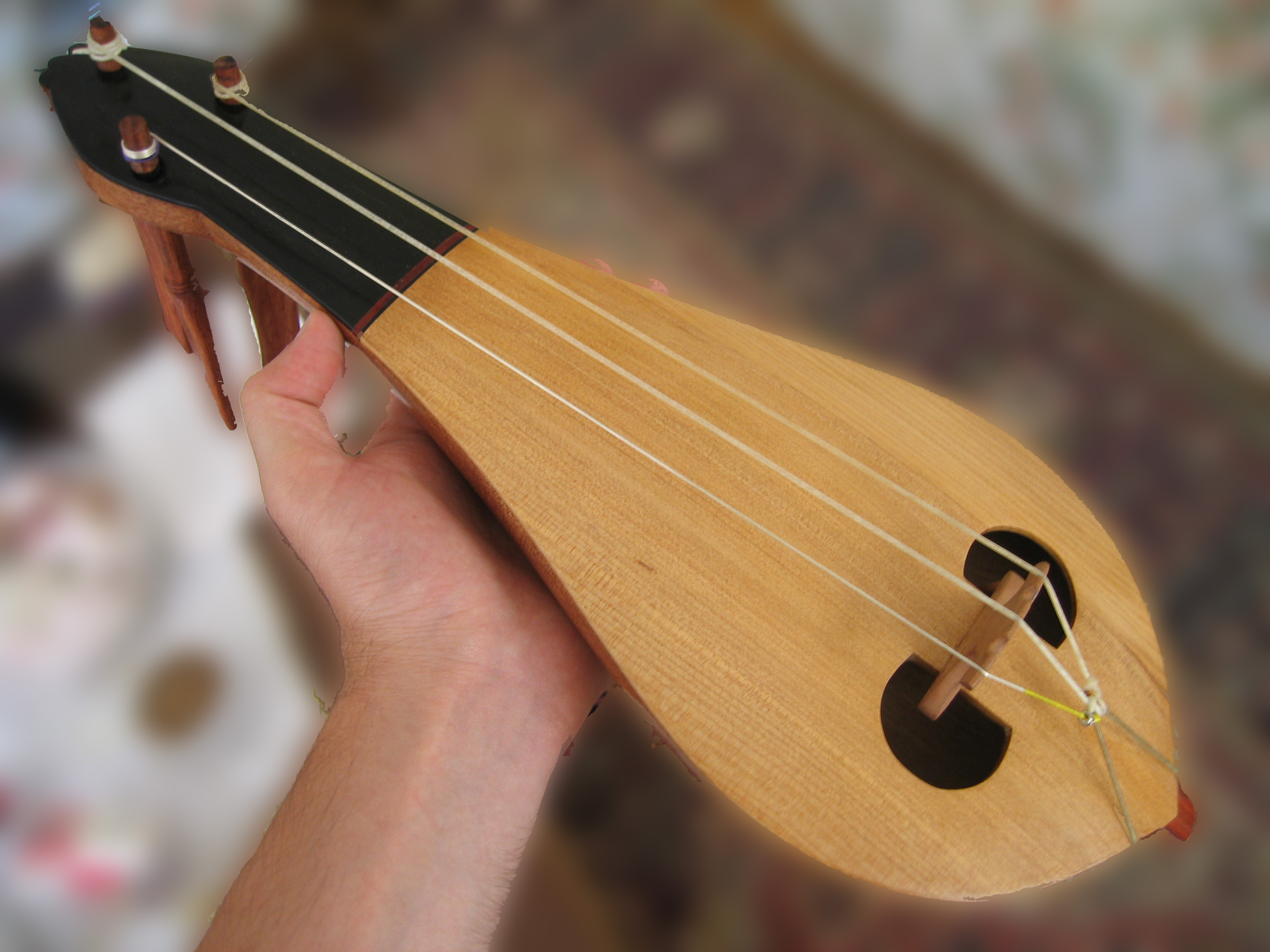
Kemanche clásica (armudî kemençe). Descendiente de la lira bizantina.

La abertura acústica, boca o tarraja es una abertura cortada en la caja de resonancia (caja armónica) de los instrumentos de cuerda. Su función es la de aumentar la resonancia del instrumento.

## Distintas formas
- En instrumentos acústicos como la guitarra española o los laúdes, la boca es redonda, aunque también puede ser ovalada o en forma de "D".
- En los instrumentos de la familia del violín y también en muchas guitarras eléctricas de cuerpo hueco o semihueco, tiene la forma de una efe cursiva ({\displaystyle f}, o mejor {\displaystyle \int }).
- En la familia de la viola da gamba, suele tener la forma de una "C".[2]

## Otros nombres
Existen varias formas de referirse a las aberturas acústicas o de resonancia: boca, tarraja, en las guitarras eléctricas se suelen llamar "efes" y en los violines se les suele llamar "oídos" o "eses".

## Marcas y modelos
La Gibson ES-335 es una guitarra eléctrica de cuerpo semimacizo con aberturas acústicas en forma de efes. Comercializada por Gibson Guitar Corporation por primera vez en 1958, en 1981, la empresa puso a la venta el modelo Lucille, basado en la guitarra de B. B. King, básicamente una ES-335, pero sin aberturas acústicas (las efes), para reducir la retroalimentación.